# Jamie Brandon
Jamie Brandon (* 5. Februar 1998 in Glasgow) ist ein schottischer Fußballspieler, der beim FC Kilmarnock unter Vertrag steht.

## Karriere
Jamie Brandon begann seine Fußballkarriere in seiner Geburtsstadt bei den Glasgow Rangers. Im Juli 2016 wechselte Brandon gemeinsam mit Rory Currie innerhalb der Jugendmannschaften von den Rangers zu Heart of Midlothian. Sein Debüt als Profi gab der Abwehrspieler am letzten Spieltag der Saison 2016/17 gegen Celtic Glasgow im Paradise. Infolge einer Kreuzbandverletzung, die sich Brandon im Februar 2018 zugezogen hatte, kam er in darauf folgenden Saison 2017/18 zwölfmal in der Liga zum Einsatz.